# Veliki Vrh pri Litiji
Veliki Vrh pri Litiji – wieś w Słowenii, w gminie Litija. W 2018 roku liczyła 165 mieszkańców.